# Elena Asachi
Elena Asachi, född Teyber 30 oktober 1789 i Wien i Österrike, död 9 maj 1877 i  Iași, var en rumänsk pianist, sångerska och kompositör. Hon var dotter till österrikiske kompositören Anton Teyber och kusin till Franz Teyber.
Elena Teyber föddes i Wien och studerade musik hos sin far som barn i Dresden. Senare studerade hon i Wien under operasångerskan Domenico Donzelli. Efter slutförda studier blev hon professor vid Iaşikonservatoriet där hon var pianist och kompositör åren 1827-1863. Hon gifte sig med Gheorghe Asachi, och tillsammans skrev hon sånger och teatraliska verk.  Hon dog i Iași.

## Verk
- Fete pastoral des bergers moldaves (pastoral-vaudeville) 1834
- Contrabantul (The Smuggler) (comedy-vaudeville) 1837
- Tiganii (The Gypsies) (vaudeville med sånger) 1856

Sånger:
- Ballade moldave (med G. Asachi) 1834
- Se starb, sagst tu (G. Asachi, översatt av E. Asachi) 1837
- Song of Society (med G. Asachi) 1849[1]

### Fotnoter
1. 1 2  Sadie, Julie Anne; Samuel, Rhian (1994) (Digitized online by GoogleBooks). The Norton/Grove dictionary of women composers. http://books.google.com/books?id=IvoQQU1QL_QC&pg=PA25&lpg=PA25&dq=Elena+Asachi&source=bl&ots=iHxuxLLsrb&sig=uYElvf1geUrRQAyRUA1e7FElL88&hl=en&ei=UBGyTNzoA8X7lweK253qDw&sa=X&oi=book_result&ct=result&resnum=1&ved=0CBIQ6AEwAA#v=onepage&q=Elena%20Asachi&f=false. Läst 4 oktober 2010
2. ↑   Romanian review: Volume 31. 1977